# Club Atlético de San Luis Femenil
Maillots
Actualités
Dernière mise à jour : 27 mai 2025.
Le Club Atlético de San Luis Femenil est un club de football féminin mexicain basé à San Luis Potosí.

## Histoire
Lorsqu'en mai 2019, le Club Atlético de San Luis est promu en première division mexicaine il est obligé de créer une section féminine. Le 17 juillet 2019 est présenté la nouvelle équipe.
Le club joue son premier match officiel le 15 juillet 2019, lors du tournoi d'ouverture 2019, une défaite 1 à 6 contre l'Atlas FC, Shannon Morales marque le premier but de l'Atlético lors de ce match.
Le club sera toujours en bas de tableau lors des deux premières saisons, puis après une honorable 11e place au tournoi d'ouverture 2020, il sera à la dernière place lors du tournoi suivant. En tournoi de clôture 2022, le club sera de nouveau en milieu de tableau à la 11e place.